# Joyce Gabiola
Joyce Gabiola, née à Houston le 18 décembre 1974, est une archiviste et activiste non-binaire d’origine philippine.

## Biographie
Elle a obtenu son MSLIS[Quoi ?] en gestion des archives à l’Université Simmons. Au cours de ses études à Simmons, elle a travaillé chez Williams Lea comme associée à la gestion des archives. Par la suite, elle s’implique en tant qu’assistante archiviste pour le centre de recherche et d’archives de l’Université de Boston, ainsi qu’assistante à la préservation au sein du service de conservation et préservation du MIT.
Elle a effectué son doctorat en sciences de l’information à l'Université de Californie à Los Angeles. Au cours de son doctorat, elle a conduit un projet de recherche portant sur les usages multiples des archives communautaires. Ce projet fut réalisé sous la supervision de Michelle Caswell, et financé par l’Institut des services des musées et des bibliothèques, une agence indépendante du gouvernement fédéral des États-Unis.
Dans le cadre du cours Values and Communities in Information Professions, donné à l'Université de Californie à Los Angeles par Ramesh Srinivasan au semestre du printemps 2018, Gabiola est intervenue à titre de conférencière invitée pour discuter des systèmes de valeurs et des structures de pouvoir qui gouvernent le domaine des sciences de l’information. Pendant ses études à l'Université de Californie à Los Angeles, Joyce Gabiola s’est impliquée en tant que chercheuse au sein du Community Archives Lab, ainsi qu’à titre d’archiviste dans l’Association for Asian American Studies.
Lors de ses études à Los Angeles, Gabiola s’implique aussi à titre d’archiviste et de facilitatrice pour la Asian American/Pacific Islander Lesbian, Gay, Bisexual, Transgender, Queer (AAPI LGBTQ+) Archiving Collective. Par la suite, elle s’implique au sein du Los Angeles Archives Collective ainsi qu’à la Archivists of the Houston Area Association.

## Contribution intellectuelle
Joyce Gabiola a co-présidé le comité du programme SAA (Society of American Archivists) 2019, dans une optique d’inclusion des minorités historiquement marginalisées. Les recommandations faites par Gabiola dans le cadre de sa participation au programme SAA ont contribué à l’élaboration d’un environnement accueillant pour la tenue de la conférence.
En 2016, Joyce Gabiola et quelques collègues de classe de l’Université Simmons ont créé DERAIL (Diversity, Equity, Race, Accessibility, and Identity in LIS), un forum de discussion portant sur la diversité, l’équité, les enjeux raciaux, l’accessibilité et l’identité dans le contexte d’éducation aux sciences de l’information. Ce forum est une initiative étudiante qui souhaite agir en tant que lieu de discussion où les étudiants en bibliothéconomie et sciences de l’information peuvent échanger sur des sujets tels que la justice sociale et l’antiracisme au sein des institutions d’information,. Pour Gabiola, ce forum est né d’un manque de plateformes adressant les sujets d’identité, de racisme et d’oppression au sein des sciences de l’information.
Les travaux de recherche de Gabiola portent sur les archives communautaires, l’antiracisme, la dimension éthique des archives, les études queer ainsi que sur l’organisation communautaire.
À la suite de sa nomination en 2020, Joyce Gabiola a fait campagne pour devenir vice-présidente/présidente-désignée de la Society of American Archivists. Les deux autres candidats au poste étaient Courtney Chartier et Kris Kiesling. Courtney Chartier a été élue au poste à la suite des élections, et a commencé son terme d’un an en août 2020.
En 2016, dans le cadre de la conférence annuelle de l’ECIL, Gabiola a présenté « Addressing Diversity, Oppression, and Inclusion in Information Literacy Instruction », avec sa collègue Laura Saunders. Lors de la conférence annuelle de l’ALISE, en janvier 2016, Joyce Gabiola a présenté « Instruction for Inclusion: Addressing Race, Gender, & Sexual Identity in the LIS Curriculum » avec ses collègues Laura Saunders, Denice Adkins, Emily Drabinski et Lisa Hussey.
En 2016, Gabiola, accompagnée d’Anne Ackerson, Helen Wong Smith et Kristopher Stenson, présente « Next Generation Leadership and the Future of Archives » dans le cadre d’une conférence organisée par la Society of American Archivists.
Dans le cadre de l’événement Transforming Knowledge/Transforming Libraries, tenu à l'Université de Californie à Irvine en 2018, Joyce Gabiola a présenté une conférence intitulée « Community Archives and Internalized Symbolic Annihilation », portant sur les représentations de pouvoir dans les archives communautaires. Gabiola a présenté une version plus courte de cette conférence, intitulée « Internalized Symbolic Annihilation: Emotional Labor in/of Archive » lors du Colloque sur le genre et la sexualité au sein des sciences de l’information, tenu à l’Université Simmons le 20 juillet 2018. Gabiola unit le thème de l’annihilation symbolique à celui des réseaux sociaux le 23 mars 2018 avec « On the Right to be Forgotten: Internalized Symbolic Annihilation », une conférence présentée lors du National Forum on Ethics and Archiving the Web au New Museum de New York.
Le 21 juin 2018, lors d’une conférence pour Lambda Archives à San Diego, Joyce Gabiola et ses collègues Michelle Caswell et Gracen Brilmyer ont présenté « Community Archives: New Theories of Impact, Space, and Community ».
En 2018, elle s’est jointe à Crystal Baik, Alice Y. Hom, MLin et Eric Wat lors du panel « Beyond Survival, Toward Resistance & Alliance Building: The Making of Queer and Trans of Color Activist Archives » organisé par l'Association for Asian American Studies.
En 2018, à l’occasion du Digital Library Federation Forum, Gabiola s’est jointe à Courtney Dean, Jennifer Ferretti, Maggie Hughes, Shira Peltzman, et Karly Wildenhaus pour présenter « Community Building: Exploitative Labor Practices in Libraries and Archives ». En 2018, accompagnée par Jessica Tai et Michelle Caswell, Gabiola a aussi présenté « New Theories in Community Archives: Time, Access, Community, and Agency » lors du Digital Libraries Forum à Las Vegas le 15 octobre 2018.
Gabiola contribue régulièrement à des publications non-scientifiques, telles que Outsmart Magazine, un magazine LGBTQ basé à Houston. Depuis 2020, elle fait aussi partie de l’équipe éditoriale d’up//root, un collectif d’édition qui œuvre à mettre en lumière les travaux, connaissances et expériences des personnes racisées au sein de la communauté archivistique et informationnelle. Elle travaille présentement[Depuis quand ?] comme chef archiviste pour Lambda Archives à San Diego.

## Publications
- Brilmyer, G., Gabiola, J., Zavala, J., & Caswell, M. (2019). Reciprocal Archival Imaginaries: The Shifting Boundaries of "Community" in Community Archives. Archivaria, 88, 6-48.
- Caswell, M., Gabiola, J., Brilmyer, G. et Zavala, J. (2020). Accountability to the Future: On History Not Repeating Itself. Dans Defining a Discipline: Archival Research and Practice in the 21st Century—Essays in Honor of Richard J. Cox. Chicago: Society of American Archivists.
- Caswell, M., Gabiola, J., Zavala, J., Brilmyer, G., & Cifor, M. (2018). Imagining transformative spaces: the personal–political sites of community archives. Archival Science, 18(1), 73-93.
- Gabiola, J. (2018). Session 2A:" Mesearching" the network of whitenessharmdiversity.
- Gabiola, J., Caswell, M. (25 juillet 2017) Are You a Spy?’: Methodological Challenges to Studying Community Archives. Portland, OR, SAA Research Forum Proceedings.
- Saunders, L., & Gabiola, J. Addressing Diversity, Oppression, and Inclusion in Information Literacy Instruction. Dans The Fourth European Conference on Information Literacy (ECIL) (p. 195).
- Tai, J., Zavala, J., Gabiola, J., Brilmyer, G., & Caswell, M. (2019). Summoning the Ghosts: Records as Agents in Community Archives. Journal of Contemporary Archival Studies, 6(1), 18.
- Joyce Gabiola participe à l’élaboration du recueil Q & A Voices from Queer Asian North America, qui sera publié en juillet 2021, et édité par Martin F. Manalansan IV, Alice Y. Hom et Kale Bantigue Fajardo[16].

## Distinctions
Joyce Gabiola était Diversity Scholar à l’ARL IRDW de 2014 à 2016, et membre mosaïque de l'ARL/SAA de 2015 à 2017.
En 2015, Joyce Gabiola a gagné le Spectrum Scholarship de l’American Library Association, qui vise à souligner les enjeux de sous-représentation et d’inclusion.
Pour leur article « Reciprocal Archival Imaginaries: The Shifting Boundaries of "Community" in Community Archives », Joyce Gabiola et ses collègues Jimmy Zavala, Michelle Caswell et Gracen Brilmyer, ont reçu le prix Hugh A. Taylor d’Archivaria, en 2020.